# Carson (California)
Carson è un comune (city) degli Stati Uniti d'America della contea di Los Angeles nello stato della California. La popolazione era di 91 714 persone al censimento del 2010. Si trova 13 miglia (21 km) a sud dalla Downtown di Los Angeles e a circa 14 miglia di distanza dall'Aeroporto Internazionale di Los Angeles. Incorporato il 20 febbraio 1968, Carson è il comune più giovane della regione di South Bay della Greater Los Angeles Area.

## Geografia fisica
Secondo lo United States Census Bureau, ha un'area totale di 18,968 mi² (49,13 km²).

## Società

### Evoluzione demografica
Secondo il censimento del 2010, c'erano 91 714 persone.

### Etnie e minoranze straniere
Secondo il censimento del 2010, la composizione etnica della città era formata dal 23,8% di bianchi, il 23,8% di afroamericani, lo 0,6% di nativi americani, il 25,6% di asiatici, il 2,6% di oceaniani, il 18,7% di altre etnie, e il 4,8% di due o più etnie. Ispanici o latinos di qualunque etnia erano il 38,6% della popolazione.

## Amministrazione

### Gemellaggi
Carson è gemellata con le seguenti città:
- La Carlota
- Sōka, dal 1985
- Wanju

## Impianti sportivi
- Dignity Health Sports Park
- VELO Sports Center